# 原カナン文字
原カナン文字（げんカナンもじ）とは、青銅器時代後期（紀元前15世紀頃～）のレバント文書にみられる、22の象形文字からなる頭音書法（アクロフォニー）による子音文字である。紀元前1050年を境とし、それ以前の文字を慣習的に原カナン文字と呼び、それ以降の文字はフェニキア文字と呼ぶ。原カナン文字で書かれた約10の碑文が現在のイスラエルとレバノンで見つかっている。

## 他の文字との関係
原カナン文字はヒエログリフを祖とし、ワディ・エル・ホル文字と原シナイ文字と関係が深く、派生した南アラビア文字を通じてゲエズ文字、さらにフェニキア文字を通じては西のアラビア文字、ギリシア文字、ヘブライ文字、ラテン文字、キリル文字、ティフナグ文字(ベルベル語の文字) から、東のモンゴル文字、一説によるとパスパ文字を経由してハングルにいたるまで、今日世界で用いられているほぼすべてのアルファベットの原型ともなっている。フェニキア文字と古ヘブライ文字は原カナン文字に最も近いが、ヘブライ語もフェニキア語もカナン語群のひとつであり、太古の発音では、原カナン文字のもとになった言語とほぼ同じ子音体系を有していたことを考えればそれも驚くにはあたらない。
原カナン文字の祖形となる文字が、1905年と1999年にエジプト中部で発見されており、おそらくこの古代文字にはまだ部分的に表語文字的な性質が残っていたものと思われる（ワディ・エル・ホル文字と原シナイ文字参照）。この文字体系は後世のものより字数が多いとみられ、異体字を用いていた可能性もある。

## 特徴
ギリシア文字、アラビア文字、ヘブライ文字に受け継がれている個々の文字の呼び名は、おそらくすでに原カナン文字に存在していたと考えられている。文字名は頭音法の原則（文字名の初めの音がその文字の音価になっている）に基づいており、ヒエログリフの文字名のセム語による訳語が起源であると推定されている。たとえば、エジプト語の"nt"（水）がセム語の"mem"（水）になり、のちのラテン文字Mになった、エジプト語の"drt"（手）がセム語の"kapp"（手）になり、のちのラテン文字Kになった、など。
文字の順序はわかっていない。近縁とされるウガリト文字（楔形文字）ではABGD順とHLḤM順の2種類の順序があった。ABGD順はヘブライ文字、ギリシア文字、ラテン文字の順序に似ており、HLḤM順は南アラビア文字とゲエズ文字で確認されている。
原カナン文字22文字を再建したものと、対応するフェニキア文字、さらにヘブライ文字、ギリシア文字、ラテン文字、アラビア文字、キリル文字を以下に掲げる。
| 原カナン文字 | フェニキア文字 | 音価、呼び名、意味              | 後身の各文字      |
| ------------ | -------------- | ------------------------------- | ----------------- |
|              |                | ʼ ʾalp 「雄牛」                 | א Α A ا           |
|              |                | b bet 「家」                    | ב Β B ب           |
|              |                | g gaml 「投げ棒」               | ג Γ C-G ج         |
|              |                | d digg 「魚」                   | ד Δ D ذ-د         |
|              |                | h haw / hll 「歓呼」            | ה Ε E ه Є         |
|              |                | w waw 「鉤」                    | ו Ϝ-Υ F-U-V-W-Y و |
|              |                | z zen /ziqq 「手枷」            | ז Ζ Z ز З         |
|              |                | ḥ ḥet 「庭」                    | ח Η H خ-ح         |
|              |                | ṭ ṭēt 「車輪」                  | ט Θ ظ-ط Ѳ         |
|              |                | y yad 「腕」                    | י Ι I-J ي         |
|              |                | k kap 「手」                    | כ Κ K ك           |
|              |                | l lamd 「突き棒」               | ל Λ L ل           |
|              |                | m mem 「水」                    | מ Μ M م           |
|              |                | n naḥš 「蛇」                   | נ Ν N ن           |
|              |                | s samek 「魚」                  | ס Ξ X Ѯ           |
|              |                | ʻ ʿen 「目」                    | ע Ο O غ-ع         |
|              |                | p piʾt 「道の折れ曲がり、くま」 | פ Π P ف           |
|              |                | ṣ ṣad 「植物」                  | צ ϻ ص-ض ц         |
|              |                | q qup 「猿」                    | ק Ϙ Q ق Ҁ         |
|              |                | r raʾs 「頭」                   | ר Ρ R ر           |
|              |                | š/ś šimš 「太陽、蛇形章」       | ש Σ S ش-س Ш       |
|              |                | t taw 「署名」                  | ת Τ T ث-ت         |